# インドール-ナーグプル・ヴァンデ・バーラト急行
インドール-ナーグプル・ヴァンデ・バーラト急行（英語: Indore–Nagpur Vande Bharat Express）は、インド鉄道が運営する急行列車の種別であるヴァンデ・バーラト急行の1つ。インドールとナーグプルの間を結ぶ列車で、2023年から営業運転を開始した。

## 概要
ベートゥル、イタルシ、ボーパール、ウッジャインといった都市を経由し、インドールのインドール・ジャンクション駅とナーグプルのナーグプル・ジャンクション駅を結ぶ列車。2023年6月27日の運行開始宣言当初はインドールとボーパール（ボーパール・ジャンクション駅）を結ぶ列車であったが、同年10月9日にボーパール - ナーグプル間の延伸が実施されている。日曜日を除いた週6日に1往復が運行され、使用される電車は8両編成である。